# Spilosoma tsingtauana
Spilosoma tsingtauana là một loài bướm đêm thuộc phân họ Arctiinae, họ Erebidae.